# Schlacht von Babosis und Zerboule
Iberischer Krieg
Thannuris – Dara – Satala – Callinicum – Martyropolis
Vandalenkrieg
Ad Decimum – Tricamarum
Gotenkrieg
1. Neapel – 1. Rom – Verona – Faventia – Mucellium – 2. Neapel – 2. Rom – 3. Rom – Sena Gallica – Busta Gallorum – Mons Lactarius – Casilinus
Eroberung von Spania
Maurenkriege
Mammes und Bourgaon – Babosis und Zerboule – Cillium – Marta – Felder von Cato
Lasischer Krieg
1. Petra – 2. Petra – 3. Petra – 1. Archäopolis – Cotais – 2. Archäopolis – Telephis–Ollaria – Onoguris (3. Archäopolis) – Phasis – Tzacher
Die Schlacht von Babosis und Zerboule fand 540 zwischen dem Byzantinischen Reich und mehreren numidischen Berber-Stämmen der Maurusier in der Provinz Byzacena statt.

## Schlacht von Babosis
Trotz erheblicher Anstrengungen seitens der Byzantiner, die Provinz Byzacena zu befrieden, kam es immer wieder zu Aufständen der einheimischen Maurusier. Solomon ging schließlich dazu über, die Siedlungen der Provinz zu befestigen und einen erneuten Feldzug gegen die Maurusier und ihren Anführer Jaudas zu beginnen. 
Diese hatten im Frühjahr 540 mit der Belagerung eines Feldlagers des römischen Befehlshabers Gontharis begonnen und dieses durch die Umleitung des Flusses Abigas von der Wasserversorgung abgeschnitten. Solomon eilte Gontharis umgehend zu Hilfe und die etwa 20.000 Maurusier zogen sich beim Herannahen der römischen Armee nach Babosis zurück. Hier konnte der römische Befehlshaber die einheimischen Maurusier in offener Feldschlacht besiegen und in die Flucht auf die Ausläufer des nahen Aurasion-Gebirges, dem heutigen Atlasgebirge in Tunesien, schlagen.

## Belagerung von Zerboule
Während ein Teil der maurusischen Armee westwärts nach Mauretanien abmarschierte, stationierte Jaudas einen Teil seiner Truppen in der befestigten Stadt Zerboule und zog sich in die höher gelegene Befestigung Tumar zurück. Solomon begann umgehend mit der Belagerung der nur leicht befestigten Stadt Zerboule und fügte den Maurusiern in den ersten drei Tagen der Belagerung erhebliche Verluste zu. Schließlich entschied er sich jedoch Jaudas weiter zu verfolgen und wollte die Belagerung der Stadt aufgeben. Da jedoch die verbliebenen Maurusier im Angesicht der Ausweglosigkeit ihrer Situation über Nacht geflohen waren, konnte Solomon Zerboule schließlich kampflos einnehmen und plündern. 

## Eroberung von Tumar und Geminianos
Nach dem Sieg in Zerboule marschierte der römische Befehlshaber umgehend auf die Festung Tumar zu und begann trotz knapper Wasservorräte mit deren Belagerung. Schließlich gelang es einigen römischen Truppen, die Felswände der hohen Bergfeste zu erklimmen und die schon hungernden Maurusier in unwegsamem Gelände unter erheblichen Verlusten in die Flucht zu schlagen. Jaudas konnte jedoch trotz einer Verletzung erneut nach Mauretanien fliehen. Nach der Plünderung von Tumar und der Stationierung einer kleinen Garnison in der Festung machte sich Solomon daran, die letzte von den Maurusiern besetzte Burg Geminianos zu erobern. Auch diese unzugängliche Bergfestung wurde schließlich durch Erklettern genommen und den Römern fiel beträchtliche Beute bzw. die hier zurückgelassenen Frauen der Maurusier in die Hände.

## Folgen
Nach diesen erneuten schweren Niederlagen wurde das verbliebene maurusische Herrschaftsgebiet Zabe  mit der Hauptstadt Sitifis in die Provinz Mauretania prima dem byzantinischen Reich einverleibt. Der von beiden Seiten geschlossene Frieden währte vier Jahre bis zur Schlacht von Cillium und brachte eine kurze Zeit der Prosperität.

## Quelle
- Prokopios von Caesarea: Werke - 4: Vandalenkriege (griechisch-deutsch), übersetzt und herausgegeben von Otto Veh, 4. Bd., Heimeran, München 1971, ISBN 3776521007; ISBN 9783776521009, S. 301–315.